# CHS (entreprise)
Pour les articles homonymes, voir CHS.
CHS est une entreprise coopérative agroalimentaire américaine. Elle est issue d'une fusion en 1998 et adopte son nom actuel en 2003

## Actionnaires
Liste des principaux actionnaires au 17 novembre 2019:
| BlackRock Fund Advisors                   | 8,71%  |
| Van Eck Associates                        | 1,13%  |
| Stonebridge Capital Advisors              | 0,34%  |
| Benchmark Capital Advisors                | 0,29%  |
| RMB Capital Management                    | 0,27%  |
| FNY Capital Management                    | 0,11%  |
| Tealwood Asset Management                 | 0,061% |
| Moloney Securities Asset Management       | 0,060% |
| First Interstate Bank (Billings, Montana) | 0,058% |
| Bell Bank                                 | 0,056% |